# اوون بارفیلد
آرتور اوون بارفیلد (به انگلیسی Arthur Owen Barfield :زاده ۹ نوامبر ۱۸۹۸ – درگذشته ۱۴ دسامبر ۱۹۹۷) فیلسوف، نویسنده، شاعر، منتقد بریتانیایی و عضو اینکلینگ‌ها بود.

## زندگی
بارفیلد در لندن به دنیا آمد، از الیزابت (با نام خانوادگی شوتس؛ ۱۹۴۰–۱۸۶۰) و آرتور ادوارد بارفیلد (۱۹۳۸–۱۸۶۴). او سه خواهر و برادر بزرگتر داشت: دایانا (۱۹۶۳–۱۸۹۱)، باربارا (۱۹۵۱–۱۸۹۲) و هری (۱۹۷۷–۱۸۹۵). او در مدرسه‌های گیت و کالج وادهام در آکسفورد تحصیل و در سال ۱۹۲۰ مدرک درجه یک در زبان و ادبیات انگلیسی دریافت کرد. او پس از پایان کتاب بی. لیت، که سومین کتاب شعر شاعرانه او شد، بیش از ده سال شاعر و نویسنده ای متعهد بود. پس از سال ۱۹۳۴حرفه او به عنوان وکیل در لندن بود که در سال ۱۹۵۹در سن ۶۰ سالگی بازنشسته شد. پس از آن او قرارهای مهمان بسیاری به عنوان استاد مدعو در آمریکای شمالی داشت. بارفیلد مقالات، کتاب‌ها و مقالات متعددی منتشر کرد. تمرکز اصلی او بر چیزی بود که او آن را «تکامل آگاهی» می‌نامید، که ایده ای است که اغلب در نوشته‌های او رخ می‌دهد. او بیشتر به عنوان نویسنده نجات ظواهر: مطالعه ای در بت‌پرستی و به عنوان پدر بنیانگذار انسان‌شناسی در دنیای انگلیسی زبان شناخته می‌شود.

## خانواده
در سال ۱۹۲۳با نوازنده و طراح رقص مود دویی ازدواج کرد. آنها دو فرزند داشتند، الکساندر و لوسی. و جفری را به فرزندی پذیرفتند. تنها نوه آنها اوون بارفیلد پسر الکساندر است. پس از مرگ همسرش در سال ۱۹۸۰، او آخرین سالهای زندگی خود را در یک هتل بازنشستگی در فارست رو در ساسکس شرقی گذراند.

## اینکلینگز: لوییس، تالکین و بارفیلد
بارفیلد به عنوان "اولین و آخرین اینکلینگ " شناخته می‌شود. او تأثیر عمیقی بر سی‌اس لوئیس گذاشت و از طریق کتاب‌هایش به نام «شیپور نقره‌ای» و دیکشنری شاعرانه (تقدیم به لوئیس)، تأثیر قابل‌توجهی هم بر جی آر آر تالکین گذاشت. همکاری و گفتگوهای آنها، هم تالکین و هم لوئیس را متقاعد کرد که اسطوره و استعاره همیشه در زبان و ادبیات جایگاهی مرکزی داشته‌اند. «کار اینکلینگ‌ها… به عنوان یک کل، اهمیتی دارد که بسیار بیشتر از هر معیاری از محبوبیت است و به احیای زندگی فکری و تخیلی مسیحی تبدیل می‌شود.»
بارفیلد و سی اس لوئیس در سال ۱۹۱۹به عنوان دانشجو در دانشگاه آکسفورد با هم آشنا شدند و به مدت ۴۴ سال دوستان صمیمی بودند. اغراق نیست اگر بگوییم دوستی او با بارفیلد یکی از مهم‌ترین دوستی‌ها در زندگی لوئیس بود…» این دوستی متقابل بود. تقریباً یک سال پس از مرگ لوئیس، بارفیلد در یک سخنرانی در ایالات متحده از دوستی خود صحبت کرد: "حالا، هر چه بود، و همانطور که می‌دانید، او چیزهای زیادی بود، سی اس لوئیس برای من، قبل از هر چیز، دوستی فراموش نشدنی بود، دوستی که بیش از ۴۰ سال با او ارتباط نزدیک داشتم، دوستی که شاید به سختی به عنوان یک انسان دیگر، اما تقریباً به عنوان بخشی از وجودم در نظر می‌گیرم. زمانی که آنها ملاقات کردند، لوئیس یک خداناباور بود که به بارفیلد می‌گفت: "من خدا را قبول ندارم!" بارفیلد در تغییر لوئیس تأثیرگذار بود. لوئیس متوجه شد که دو نوع دوست وجود دارد، دوست اولی که با او احساس راحتی می‌کنید و موافق هستید (دوست نزدیک لوئیس، آرتور گریوز، نمونه‌ای از آن بود) و دوست دوم که دیدگاه متفاوتی را برای شما به ارمغان می‌آورد. او کمک بارفیلد را در این راه به‌ویژه مفید دانست، علی‌رغم یا به دلیل این واقعیت که «در طول دهه ۱۹۲۰، این دو درگیر اختلاف طولانی بر سر ارتباط بارفیلد (و دوست مشترکشان، ای سی هاروود) با انسان‌شناسی و نوع دانشی که تخیل می‌تواند به ما بدهد… که آنها با ارفاق آن را «جنگ بزرگ» نامیدند، داشتند. لوئیس در خلال گفتگوهایشان از رئالیسم ماتریالیستی دست کشید – این ایده که جهان معقول ما خودتوضیحی است و همه آن چیزی است که وجود دارد – و به چیزی نزدیک شد که همیشه به طرز تحقیرآمیزی از آن به عنوان «فراطبیعت گرایی» یاد می‌کرد. این گفتگوها بر لوئیس برای نوشتن مجموعه نارنیا تأثیر گذاشت. بارفیلد علاوه بر اینکه دوست و معلم لوئیس بود، (به‌طور حرفه ای) مشاور حقوقی و معتمد او نیز بود.
بارفیلد تأثیر فکری مهمی بر لوئیس داشت. لوئیس در سال ۱۹۴۹کتاب خود به نام شیر، جادوگر و کمد، اولین وقایع نارنیا را برای دختر خوانده دوستش، لوسی بارفیلد نوشت و به او تقدیم کرد. او همچنین در سال ۱۹۵۲ سفر کشتی سپیده‌پیما را به جفری پسر بارفیلد تقدیم کرد. بارفیلد همچنین بر دانش و جهان بینی او تأثیر گذاشت. او اولین کتاب علمی خود، تمثیل عشق (۱۹۳۶) را به «داناترین و بهترین معلمان غیررسمی من» تقدیم کرد و در مقدمه آن اظهار داشت که چیزی جز انتشار نظریه و عمل ادبی بارفیلد نمی‌خواهد. رویکرد بیش از صرفاً فکری بارفیلد به فلسفه با مبادله معروفی که بین او و لوئیس رخ داد، نشان داده می‌شود که لوئیس آن را فراموش نکرد. لوئیس روزی این اشتباه را مرتکب شد که از فلسفه به عنوان «موضوع» یاد کرد. بارفیلد گفت: «این موضوعی برای افلاطون نبود، بلکه یک راه بود». در سخنرانی سوم کتاب الغای انسان (۱۹۴۷)، لوئیس پیشنهاد می‌کند که معلم بارفیلد، رودولف اشتاینر، ممکن است راه را برای «روش علمی بازخرید شده‌ای که ویژگی‌های شی مشاهده شده را حذف نمی‌کند» یافته باشد.
بارفیلد همچنین تأثیر مهمی بر تالکین داشت. تالکین در نامه‌ای به سی.ای. فورت از آلن و آنوین در سال ۱۹۳۷نوشت: تنها اظهار نظر زبان‌شناسانه (از نظر تالکین) در هابیت این است…: یک روش اسطوره‌شناختی عجیب برای ارجاع به فلسفه زبانی، و نکته‌ای که (خوشبختانه) برای کسانی که بارفیلد را نخوانده‌اند (تعداد کمی) و احتمالاً کسانی که خوانده‌اند از دست خواهد رفت. اشاره مورد بحث، زمانی مطرح می‌شود که بیلبو از گنجینه اژدها اسماگ در کوه تنهایی بازدید می‌کند: «این که بگوییم نفس بیلبو قطع شده است اصلاً توصیف کاملی نیست. هیچ کلمه ای برای بیان حیرت او باقی نمی‌ماند، زیرا انسانها زبانی را که از الف‌ها یادگرفته بودند در روزهایی که همه چیز فوق‌العاده بود تغییر دادند. بیلبو قبلاً داستانها و افسانه‌های گنج اژدها را شنیده بود، اما شکوه، وسوسه و عظمت چنین گنجی هنوز به او نرسیده و قلبش را تسخیر نکرده بود».
لوئیس در سال ۱۹۲۸ در مورد تأثیرش بر تالکین به بارفیلد نوشت: «شاید دوست داشته باشید که بدانید وقتی تالکین شب گذشته با من شام خورد، به جای چیزی کاملاً متفاوت، گفت که تصور شما از وحدت وجودی باستانی کل دیدگاه او را تغییر داده است. و او همیشه فقط می‌خواست در یک سخنرانی چیزی بگوید که مطلب شما به موقع او را متوقف کرد. او گفت: «این یکی از آن چیزهاست که وقتی یک بار آن را دیدی، چیزهای بسیاری وجود دارد که دیگر هرگز نخواهی گفت.»
تصور بارفیلد از مشارکت نهایی (ایده وحدت وجودی کاملاً آگاهانه با طبیعت) ایده‌هایی شبیه به ایده‌هایی که بعداً توسط دیگران به‌عنوان ارتدکس رادیکال توضیح داده شد، با تاریخچه الهیات طولانی‌اش، به اینکلینگ آورد. ریشه در ایده افلاطونی متکسیس دارد که توسط آگوستین و آکویناس منتقل شده است، و دیدگاهی مقدس از واقعیت ارائه می‌دهد که تالکین در حلقه به آن می‌پردازد، برای مثال، هنر متفکرانه و یگانگی طبیعی الف‌ها، لذت‌های ساده تام بامبادیل و هابیت‌ها. '

## انسان‌شناسی
بارفیلد پس از شرکت در سخنرانی رودولف اشتاینر در سال ۱۹۲۴به انسان‌شناس تبدیل شد. او آثار و فلسفه رودولف اشتاینر را در طول زندگی خود مطالعه کرد، برخی از آثار او را ترجمه و برخی از مقالات اولیه خود را در نشریات انسان‌شناسی منتشر کرد. این بخش از آثار ادبی بارفیلد شامل کتاب «مورد انسان‌شناسی» است که شامل مقدمه‌ای بر عصاره‌های منتخب از معماهای روح اشتاینر است. اشتاینر همیشه حضوری سازنده در آثار بارفیلد داشت، احتمالاً تأثیر اصلی او اما اندیشه بارفیلد را نباید صرفاً مشتق از اشتاینر در نظر گرفت. جی‌بی تنیسون، بارفیلدشناس، پیشنهاد می‌کند که: «بارفیلد برای اشتاینر همانگونه است که گوته برای اشتاینر بود». نوشته بارفیلد اقتباسی نبود، عمیقاً اصیل بود، اما او خود را فراتر از اشتاینر نمی‌دید، زیرا به نظر او، اشتاینر از گوته فراتر رفته بود. بارفیلد اشتاینر را مردی بسیار بزرگتر از گوته و دارای ذهنی بزرگتر می‌دانست و البته خود را در مقایسه با هر دوی آنها بسیار کوچک می‌دانست.

## نفوذ و نظرات
بارفیلد را می‌توان هم به‌عنوان نویسنده‌ای مسیحی و هم به‌عنوان نویسنده‌ای ضد تقلیل‌گرا توصیف کرد. کتاب‌های او توسط بارفیلد بریتانیا، با نسخه‌های جدید از جمله صدای بی‌نظیر، تاریخچهٔ احساس گناه و عادت؛ آغاز دوران رمانتیسیسم، کشف مجدد معنا؛ معنی سخنران؛ و دنیاهای جدا بازنشر شده‌اند.. تاریخچهٔ لغات در انگلیسی به دنبال بازگویی تاریخ تمدن غرب با کاوش در تغییر معانی کلمات مختلف است. نجات ظواهر: مطالعه ای در بت‌پرستی در فهرست ۱۰۰ کتاب برتر معنوی قرن توسط فیلیپ زالسکی در سال ۱۹۹۹ قرار گرفت.
بارفیلد همچنین تأثیری بر تی. اس. الیوت داشت که کتاب بارفیلد جهان‌های جدا را «سفری به دریاهای فکری، بسیار دور از مسیرهای عادی کشتیرانی فکری» نامید.
ورلین فلیگر در کتابش نور خرد شده: نشانه‌ها و زبان در دنیای تالکین تأثیر دیکشنری شاعرانه بارفیلد را بر نوشته جی آر آر تالکین تحلیل می‌کند.
بحث‌های اخیر دربارهٔ کار بارفیلد در کتاب‌های استفن تالبوت، «آینده محاسبه نمی‌شود: فراتر از ماشین‌ها در میان ما»، «آفرینش اجتماعی طبیعت» اثر نیل اورندن، «فلسفه و تکامل آگاهی دانیل اسمیترمن»، «موریس برمن» و افسون مجدد جهان، و تاریخ مخفی آگاهی گری لاکمن منتشر شده است. در سال ۱۹۶۶ لاکمن شاید آخرین مصاحبه را با بارفیلد انجام داد، که نسخه‌هایی از آن در مجله Gnosis و مجله Lapis منتشر شد.
آلبرت لیندرمن در کتاب خود چرا دنیای اطراف شما آنطور که به نظر می‌رسد نیست: مطالعه ای دربارهٔ اوون بارفیلد (اشتاینربوکس، ۲۰۱۲)، کار بارفیلد را در پرتو نمونه‌های اجتماعی و مطالعات اخیر ارائه می‌دهد و در عین حال برای مخاطبانی که کمتر با مقوله‌های فلسفی و تاریخ آشنا هستند، می‌نویسد.
هاوارد نمروف، برنده جایزه شاعر آمریکایی، در پیشگفتاری برای دیکشنری شاعرانه اظهار داشت: در میان شاعران و معلمان آشنای من که دیکشنری شاعرانه را می‌شناسند، نه تنها به عنوان کتابی مخفی، بلکه تقریباً به عنوان کتابی مقدس ارزش قائل شده است.
سائول بیلو، رمان‌نویس برنده جایزه نوبل، نوشت: «ما نویسندگان جالبی داریم، اما اوون بارفیلد راضی نیست که صرفاً جالب باشد. جاه طلبی او این است که ما را آزاد کند. آزاد از چه؟ از زندانی که با روش‌های شناخت، عادات فکری محدود و نادرست «عقل سلیم» برای خود ساخته‌ایم.»
جیمز هیلمن، منتقد فرهنگ و روان‌شناس، بارفیلد را «یکی از نادیده گرفته‌شده‌ترین متفکران مهم قرن بیستم» می‌نامد.
هارولد بلوم، در توصیف دیکشنری شاعرانه، از آن به عنوان «کتاب فوق‌العاده ای که من از آن چیزهای زیادی یادمی‌گیرم» یاد می‌کند.
فیلم اوون بارفیلد، انسان و معنا (۱۹۹۴) به تهیه کنندگی و نویسندگی مشترک جی‌بی تنیسون و دیوید لاوری به کارگردانی و تدوین بن لوین، یک پرتره مستند از بارفیلد است.
بارفیلد مورد احترام بسیاری از شاعران معاصر از جمله رابرت کلی، چارلز استاین، جورج کواشا، تام چیتهام و دیگران بوده است.

### دیکشنری شاعرانه
کتاب دیکشنری شاعرانه بارفیلد با نمونه‌هایی از «تغییرات احساس‌شده» که در خواندن شعر به وجود می‌آیند آغاز می‌شود و چگونگی ارتباط این‌ها با اصول کلی سرودن شعر را مورد بحث قرار می‌دهد. اما دستورکار بزرگتر او «مطالعه معنا» است. او با استفاده از مثال‌های شاعرانه تلاش می‌کند نشان دهد که چگونه تخیل با کلمات و استعاره‌ها برای خلق معنا استفاده می‌شود. او نشان می‌دهد که چگونه تخیل شاعر معنای جدیدی می‌آفریند و چگونه همین روند در طول تجربه بشری برای ایجاد و گسترش مداوم زبان فعال بوده است. از نظر بارفیلد این فقط نقد ادبی نیست، بلکه شواهدی است بر تکامل آگاهی انسان. برای بسیاری از خوانندگان، این دستاورد واقعی اوست: ارائه منحصر به فرد او از «نه صرفاً یک نظریه شعر شاعرانه، بلکه یک نظریه شعر، و نه صرفاً یک نظریه شعر، بلکه یک نظریه دانش». این نظریه مستقیماً از مطالعه دقیق تکامل واژه‌ها و معنا، با رابطه بین ظرفیت اسطوره‌سازی ذهن بدوی و شکل‌گیری کلمات، ایجاد شد. بارفیلد از مثال‌های متعددی استفاده می‌کند تا نشان دهد که واژه‌ها در ابتدا یک معنای واحد و «متنقی و تقسیم‌ناپذیر» داشتند، که اکنون آن‌ها را به عنوان چندین مفهوم متمایز از هم جدا می‌کنیم. به عنوان مثال، او اشاره می‌کند که کلمه یونانی واحد پنوما (که می‌تواند به صورت‌های مختلف به عنوان «نفس»، «روح» یا «باد» ترجمه شود) منعکس کننده وحدت اصلی این مفاهیم هوا، روح، باد، و نفس است که در یک «عبارت کلی» گنجانده شده است. این نظر بارفیلد به کار بردن یک قیاس شاعرانه برای پدیده‌های طبیعی نیست، بلکه تشخیص یک وحدت پدیداری واقعی است. نه تنها مفاهیم، بلکه خود پدیده‌ها وحدتی را تشکیل می‌دهند که ادراک آن برای آگاهی ابتدایی امکان‌پذیر بود و بنابراین در زبان منعکس می‌شد. این همان دیدگاهی است که بارفیلد معتقد است که در تکامل آگاهی ازلی بوده است، دیدگاهی که در فلسفه افلاطون «برای زندگی خود می‌جنگید» بیان می‌شود و به شکلی بازسازی‌شده و پیچیده‌تر از رشد تفکر عقلانی، برای ادامه تکامل آگاهی که باید بازیابی شود. سود می‌برد.

### جهان‌های جدا
جهان‌های جدا یکی از درخشان‌ترین اجراهای بارفیلد است. یک گفت و گوی تخیلی میان یک فیزیکدان، یک زیست‌شناس، یک روان‌پزشک، یک وکیل-زبان‌شناس (که ممکن است خود بارفیلد باشد)، یک تحلیلگر زبان‌شناس (کم و بیش شرور)، یک الهی دان (که برخی از خوانندگان را به یاد لوئیس می‌اندازد)، یک معلم بازنشسته مدرسه والدورف، و مرد جوانی که در ایستگاه تحقیقات موشکی کار می‌کند، است. در طی یک دوره سه روزه، شخصیت‌ها دربارهٔ اصول اولیه بحث و مناظره می‌کنند، در ابتدا با مشاهده اینکه به نظر می‌رسد شاخه‌های مختلف تفکر مدرن ناسازگاری با یکدیگر را بدیهی می‌دانند. بحث در اوج طولانی از معلم بازنشسته، که دیدگاه انسان‌شناسی را توضیح می‌دهد، به اوج می‌رسد.

### نجات ظواهر: مطالعه ای در بت‌پرستی
نجات ظواهر توسعه آگاهی انسان را در طول حدود سه هزار سال تاریخ بررسی می‌کند. بارفیلد استدلال می‌کند که تکامل طبیعت از تکامل آگاهی جدایی ناپذیر است. آنچه ما ماده می‌نامیم با ذهن تعامل دارد و بدون آن وجود نخواهد داشت. در فرهنگ لغت بارفیلد، یک پایگاه زیربنایی «بازنمایی نشده» از واقعیت وجود دارد که فراذهنی است. این با مفهوم کانت از «جهان اسمی» قابل مقایسه است. با این حال، بر خلاف کانت، بارفیلد این ایده را داشت که «بازنمایی نشده» را می‌توان تحت شرایطی مستقیماً تجربه کرد.
نتیجه‌گیری‌های مشابهی توسط دیگران هم انجام شده است، و این کتاب، برای نمونه، بر فیزیکدان استفان ادگلاس (که کتاب ازدواج حس و اندیشه را نوشت)، و فیلسوف اگزیستانسیالیست مسیحی گابریل مارسل، که می‌خواست کتاب به فرانسوی ترجمه شود، تأثیر گذاشته است.
بارفیلد اشاره می‌کند که دنیای «واقعی» فیزیک و ذرات با دنیایی که ما می‌بینیم و در آن زندگی می‌کنیم، کاملاً متفاوت است:
ما در تفکر انتقادی خود به عنوان فیزیکدان یا فیلسوف، خود را در برابر جهانی عینی متشکل از ذرات تصور می‌کنیم که اصلاً در آن شرکت نمی‌کنیم. در مقابل، جهان پدیدار یا آشنا گفته می‌شود که با ذهنیت ما آکنده است. از سوی دیگر، در تفکر روزانه و غیرانتقادی خود، واقعیت جامد و عینی دنیای آشنا را بدیهی می‌دانیم، جلوه ای عینی و قانونی از کیفیت‌های آن مانند رنگ، صدا و استحکام را می‌گیریم و حتی رساله‌های علمی طبیعی می‌نویسیم. دربارهٔ تاریخچه پدیده‌های آن - همه اینها در حالی که آگاهی انسانی را نادیده می‌گیریم که (به روایت انتقادی خودمان) این پدیده‌ها را از درون به شیوه ای پیوسته در حال تغییر تعیین می‌کند.

## کارهای عمده
- رمان شیپور نقره ای. (۱۹۲۵)
- تاریخ در کلمات انگلیسی (۱۹۲۶)
- دیکشنری شاعرانه: مطالعه ای در معنا (۱۹۲۸)
- رمانتیسم به دوران می‌رسد (۱۹۴۴)
- مقاله اندیشه یونانی در کلمات انگلیسی (۱۹۵۰)
- این جفت همیشه متنوع (۱۹۵۰)
- نجات ظواهر: مطالعه ای در بت‌پرستی (۱۹۵۷)
  - تکامل – راه آگاهی: در تاریخ اندیشه اروپایی. (۱۹۵۷) به آلمانی، مارکوس ولفینگ (ترجمه)
  - صرفه جویی در ظاهر: مطالعه ای در مورد بت‌پرستی (۲۰۱۰) به زبان ایتالیایی
- دنیاهای جدا: گفتگوی دهه ۱۹۶۰(۱۹۶۳)
- صدای غیر اجدادی (۱۹۶۵)
- معنای سخنران (۱۹۶۷)
- آنچه کولریج فکر کرد (۱۹۷۱)
- کشف مجدد معنا و مقالات دیگر (۱۹۷۷)
- تاریخ، گناه و عادت (۱۹۷۹)
- بررسی مقاله جولیان جینز، منشأ آگاهی در فروپاشی ذهن دو مجلسی (۱۹۷۹) در:Teachers College Record, vol. 80, 1979–2002, pp. 602–604
- مقاله زبان، تکامل آگاهی و بازیابی معنای انسانی (۱۹۸۱) تجدید چاپ شده در «به سوی بازیابی تمامیت: دانش، آموزش و ارزش‌های انسانی»، ص ۶۱–۵۵.
- مقاله مجتمع تکامل (۱۹۸۲)
- معرفی مقاله رودولف اشتاینر (۱۹۸۳)
- اورفئوس، یک درام شاعرانه (نوشته شده در ۱۹۳۷، منتشر شده در ۱۹۸۳)
- بررسی گوش دادن به اشتاینر (۱۹۸۴)
- تأملاتی در مورد سی اس لوئیس، اس تی کولریج و آر. اشتاینر: مصاحبه با بارفیلد (۱۹۵۶) در:Towards 2.6, Spring–Summer 1985, pp. 6–13
- داستان کوتاه کودک و غول (۱۹۸۸) در:Child and Man: Education as an Art, vol. 22, July 1988, pp. 5–7
- یک خواننده بارفیلد: انتخاب‌هایی از نوشته‌های اوون بارفیلد (۱۹۹۰) جی بی تنیسون (ویرایش)
- «جنگ بزرگ» اوون بارفیلد و سی‌اس لوئیس: نوشته‌های فلسفی، ۱۹۳۰–۱۹۲۷(۲۰۱۵) نوربرت فاین‌ندگن و آرند اسمایلد (ویرایش) Inklings Studies Supplements, Nr. 1. ISSN 2057-6099

## مطالعهٔ بیشتر
- لیونل آدی. "جنگ بزرگ" سی اس لوئیس با اوون بارفیلد ویکتوریا، پیش از میلاد: دانشگاه ویکتوریا (مطالعات ادبی انگلیسی شماره ۱۴) ۱۹۷۸.
- همفری کارپنتر. The اینکلینگ‌ها: سی اس لوئیس، جی آر آر تالکین، چارلز ویلیامز و دوستانشان. لندن: Unwin Paperbacks. ۱۹۸۱.
- دیانا پاولاک گلایر. شرکتی که نگه می‌دارند: سی اس لوئیس و جی آر آر تالکین به عنوان نویسندگان در جامعه . کنت، اوهایو: انتشارات دانشگاه ایالتی کنت. ۲۰۰۷.
- گرانت، پاتریک. "باور به تفکر: اوون بارفیلد و مایکل پولانی" در شش نویسنده مدرن و مشکلات باور. مک میلان ۱۹۷۹.
- راجر لنسلین گرین و والتر هوپر، سی اس لوئیس: بیوگرافی. نسخه کاملاً اصلاح شده و توسعه یافته هارپر کالینز، ۲۰۰۲.
- 978-1-4505-4130-5
- آلبرت لیندرمن، چرا دنیای اطراف شما آنطور که به نظر می‌رسد نیست: مطالعه ای دربارهٔ اوون بارفیلد. SteinerBooks، ۲۰۱۲.
- فیلیپ زالسکی و کارول زالسکی یاران. The Literary Lives of the Inklings: JRR Tolkien, CS Lewis, Owen Barfield, Charles Williams. نیویورک: فارار، استراوس و ژیرو. ۲۰۱۵.